# Corps-Nuds
Corps-Nuds é uma comuna francesa na região administrativa da Bretanha, no departamento Ille-et-Vilaine. Estende-se por uma área de 22,67 km². Em 2010 a comuna tinha 3 425 habitantes (densidade: 151,1 hab./km²).